# Tarnowskie Góry Strzybnica
Tarnowskie Góry Strzybnica – dawna stacja kolejowa na linii nr 144 znajdująca się w Tarnowskich Górach-Strzybnicy, w województwie śląskim, w Polsce; obecnie ogólnodostępna bocznica szlakowa.

## Historia
Ruch pasażerski na stacji został zawieszony w grudniu 2011 roku wraz z wejściem w życie nowego rozkładu jazdy likwidującego cztery pary pociągów relacji Tarnowskie Góry – Opole Główne. Powodem jest wycofanie się województwa śląskiego z organizacji przewozów na tej linii spowodowane niską frekwencją w pociągach.
Budynek dworca pochodzi z 1868 roku i figuruje w gminnej ewidencji zabytków miasta Tarnowskie Góry.